# Dorothée Zumstein
Pour les articles homonymes, voir Zumstein (homonymie).
Dorothée Zumstein, née le 8 juillet 1969 est une dramaturge française et traductrice littéraire depuis l'anglais. Elle a publié une dizaine de pièces de théâtre souvent inspirées de faits divers ou de figures du XXe siècle telles le peintre Egon Schiele, la poétesse Sylvia Plath, la terroriste allemande Ulrike Meinhof ou la jeune criminelle anglaise Mary Bell.

## Biographie
Dorothée Zumstein est née le 8 juillet 1969,.
Ses premières pièces Big Blue Eyes et De qui sommes-nous les abeilles sont créées à la Comédie de Clermont-Ferrand par la compagnie Les Gemmes en 2006 et 2008.
En 2006, elle s'inspire de la vie de la terroriste allemande Ulrike Meinhof pour écrire Time bomb, pièce lauréate des Journées de Lyon des auteurs de Théâtre, qui est mise en espace au Théâtre Gérard-Philipe (Saint-Denis) par Philippe Duclos, au Théâtre du Vieux-Colombier par Laurent Muhleisen et au Théâtre du Rond-Point par Yves Charreton. Cette pièce est publiée en 2013 sous le titre Mémoires pyromanes.
Dorothée Zumstein est autrice associée au CDN de Sartrouville de 2008 à 2011. Elle collabore notamment avec Laurent Fréchuret pour la pièce jeune public Harry et Sam dans le cadre de la biennale Odyssée en Yvelines 2008 ainsi qu'avec Eric Massé autour du spectacle Migrances crée aux Subsistances. 
En 2011, elle publie L’Orange était l’unique lumière qui met en résonance trois personnages inscrits dans des espaces-temps distincts : le peintre autrichien Egon Schiele, un employé de musée et une actrice de théâtre. En 2012, Never, never, never s'inspire de la relation entre Ted Hughes, Sylvia Plath et Assia Wevill et figure à nouveau au palmarès des Journées de Lyon des Auteurs de Théâtre. Elle est mise en scène en 2017 par Marie-Christine Mazzola au Théâtre-Studio d'Alfortville. En 2012, elle obtient une bourse du CNL pour sa pièce Ammonite qui est présentée aux 40e rencontres de la Chartreuse de Villeneuve-lès-Avignon. En 2013, Opening Night(s) est créé au Théâtre des Deux Rives de Rouen, dans une mise en scène d’Elizabeth Macocco et publié aux éditions Quartett sous le titre Alias Alicia.
En 2017, Julie Duclos met en scène la pièce Big Blue Eyes au théâtre national de la Colline sous son titre anglais Mayday,. Partant du fait divers entre autres célèbre pour avoir inspiré deux ouvrages à Gitta Sereny, Dorothée Zumstein y revient sur le parcours hors norme de Mary Bell - Mary Burns dans la pièce - une fillette de 11 ans condamnée pour le meurtre de deux petits garçons dans la banlieue de Newcastle en 1968,. Le texte, publié aux Editions Quartett, est finaliste des Grands Prix Littérature Dramatique 2018 et reçoit le prix coup de cœur de l'association Des jeunes et des lettres. La pièce a également été mise en scène, en langue allemande, par Bastian Kabuth au Theater Freiburg (mai 2018) 
Angliciste de formation, Dorothée Zumstein a traduit plusieurs pièces de Shakespeare : Le Roi Lear et Richard III pour Laurent Fréchuret, Macbeth pour Éric Massé, La Tempête pour Dominique Lardenois, ainsi que Massacre à Paris de Christopher Marlowe pour Laurent Brethome. Elle a également traduit plusieurs romans et nouvelles (Dan Fante, Joyce Carol Oates, A. M. Homes, Barry Graham).    
En 2018, Dorothée Zumstein et la metteuse en scène Valérie Suner, du Théâtre de la Poudrerie, collectent les témoignages de jeunes hommes de Seine-Saint-Denis pour la pièce Tout ce qui ne tue pas, interprétée par Teddy Chawa et Julien Léonelli et co-produite par les Tréteaux de France. Elle travaille également à l’écriture d’un opéra, Patiente 66, avec le compositeur Benoît Delbecq et à celle de Meeting Point, pièce qui sera créée par Catherine Umbdenstock en 2019.

## Prix et distinctions
- 2006 : sa pièce Never Never reçoit le soutien du Centre national du théâtre (CNT) pour sa création, et est primée lors des Journées de Lyon des auteurs de Théâtre[5],[6]
- 2012 : bourse du Centre national du livre (CNL) pour une résidence d'artiste afin d'écrire la pièce Ammonite[13] à la Chartreuse, Centre national des écritures du spectacle
- 2016 : Prix Beaumarchais pour l'écriture de l'opéra de chambre Patiente 66 avec le compositeur Benoît Delbecq
- 2018 : prix coup de cœur de l'association Des jeunes et des lettres pour Mayday[19]
- 2018 : finaliste du Grands Prix de Littérature dramatique et de Littérature dramatique jeunesse distribués par ARTCENA[28]

### Pièces de théâtre
- Time Bomb, Ed. Comp'act, 2006 (ISBN 978-2-87661-423-9)
- "Big Blue eyes" suivi de "Sfumato" et "Dans ton dernier visage", Fontenay-sous-Bois, Quartett, 2009, 111 p. (ISBN 978-2-916834-11-5)
- L’Orange était l’unique lumière, Fontenay-sous-Bois, Quartett, 2011, 109 p. (ISBN 978-2-916834-21-4)
- Never, never, never : théâtre, Fontenay-sous-Bois, Quartett, 2012, 159 p. (ISBN 978-2-916834-33-7)
- Mémoires Pyromanes, Fontenay-sous-Bois, Quartett, 2013, 143 p. (ISBN 978-2-916834-42-9)
- Alias Alicia : théâtre, Fontenay-sous-Bois, Quartett, 2014, 124 p. (ISBN 978-2-916834-53-5)
- Ammonite, Paris, Nouvelles éditions Place, 2017, 96 p. (ISBN 978-2-37628-008-8)
- MayDay : théâtre, Le Perreux-sur-Marne, Quartett, 2017, 82 p. (ISBN 978-2-916834-66-5)